# 엘빈 존스
엘빈 존스 영어: Elvin Ray Jones (1927년 9월 9일 ~ 2004년 5월 18일)은 미국 출신의 전설적인 재즈 드러머이다.

## 생애
엘빈 존스는 미국의 미시간주의 폰티악에서 출생하였으며 그의 형들인 행크 존스(Hank Jones)와 태드 존스(Thad Jonesd)와 함께 세계적인 재즈 뮤지션으로 성공을 거두었다. 1946년-1949년 군 복무 재대 후 뉴욕으로 이주 하여 찰스 밍거스 밴드, 버드 파웰, 마일스 데이비스 등의 사이드 맨으로 커리어를 시작했다. 1960년~1966년까지 가장 위대한 색소폰 연주자로 칭송받는 존 콜트레인 콰르텟의 멤버로 맥코이 타이너, 지미 게리슨과 함께 활동하였다. 이 콰르텟과 함께 어 러브 스프림A Love Supreme, 발라드Ballads, 라이브 앳 더 빌리지 뱅가드Live at the Village Vanguard, 메디테이션Meditation 등을 포함한 수 많은 주옥같은 앨범을 남겼으며 또한 웨인 쇼터의 밴드의 멤버로도 스피크 노 이블Speak No Evil, 주주Juju, 나잇 드리머Night Dreamer 등을 조 핸더슨의 밴드의 멤버로 인 앤 아웃In & Out, 이너 어쥐Inner Urge 등의 명반을 남겼다. 존 콜트레인 콰르텟에서 탈퇴한 후 '엘빈 존스 앤드 재즈 머신'을 이끌며 타계할 때까지 활동하였다.

## 어린 시절
그는 두 살때 드럼에 대하여 굉장한 관심을 보였다고 한다. 어렸을 때부터 서커스 마칭 밴드의 드럼 연주에 매료되었으며 고등학교 재학 시절 블랙 마칭 밴드에 가입하여 루디먼트 등 드럼의 테크닉을 연마했다. 1946년부터 1949년까지 미국 육군에서 복무하였으며 제대 후에 $35을 친 누나에게 빌려 첫 드럼 세트를 구매한다. 1949년부터 디트로이트의 재즈 클럽등에서 연주를 시작하였으며 이후 마일스 데이비스등과 교류하였고 그해 뉴욕에서 베니 굿 맨 밴드의 오디션을 보았지만 통과하지 못한다. 하지만 이내 찰스 밍거스 밴드에 고용되며 뉴욕에서 첫 활동을 시작한다.